# Illa Rungra
Illa Rungra (hangul: 릉라도 능라도, hanja: 綾羅島) és un illot a Pyongyang, Corea del Nord, situat al centre del riu Taedong. La seva superfície total és d'1,3 km². El pont Chongryu està al costat nord i el pont de Rungra al costat sud d'aquesta, aquest últim la connecta amb la resta de la ciutat de Pyongyang. L'illot és un bon lloc per observar alguna de les «Vuit Vistes» de Pyongyang.
L'Estadi Rungrad Primer de Maig, que és el més gran del món, es troba dins de l'illot.